# St. Josef (Kumreut)

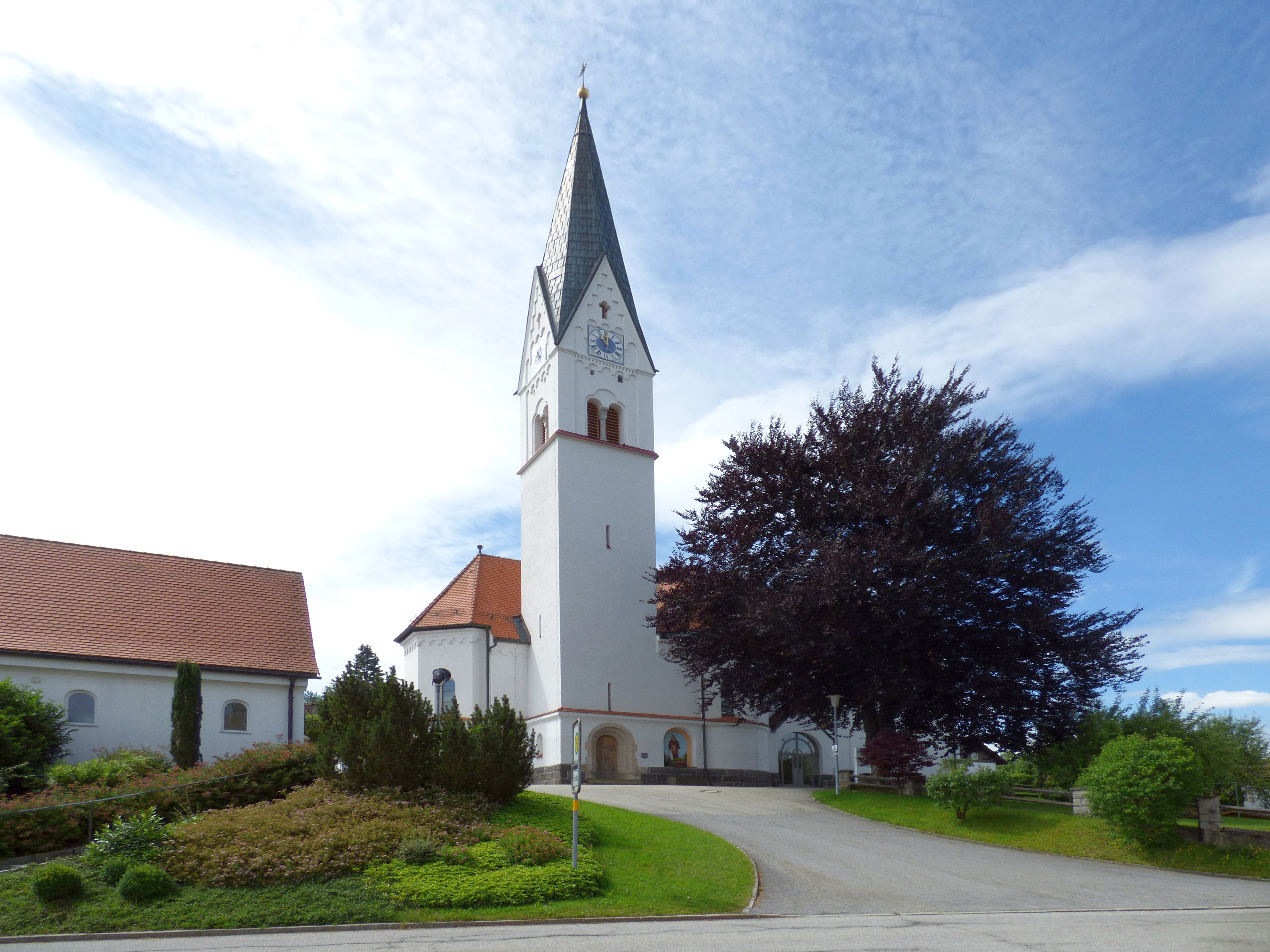
Pfarrkirche St. Josef

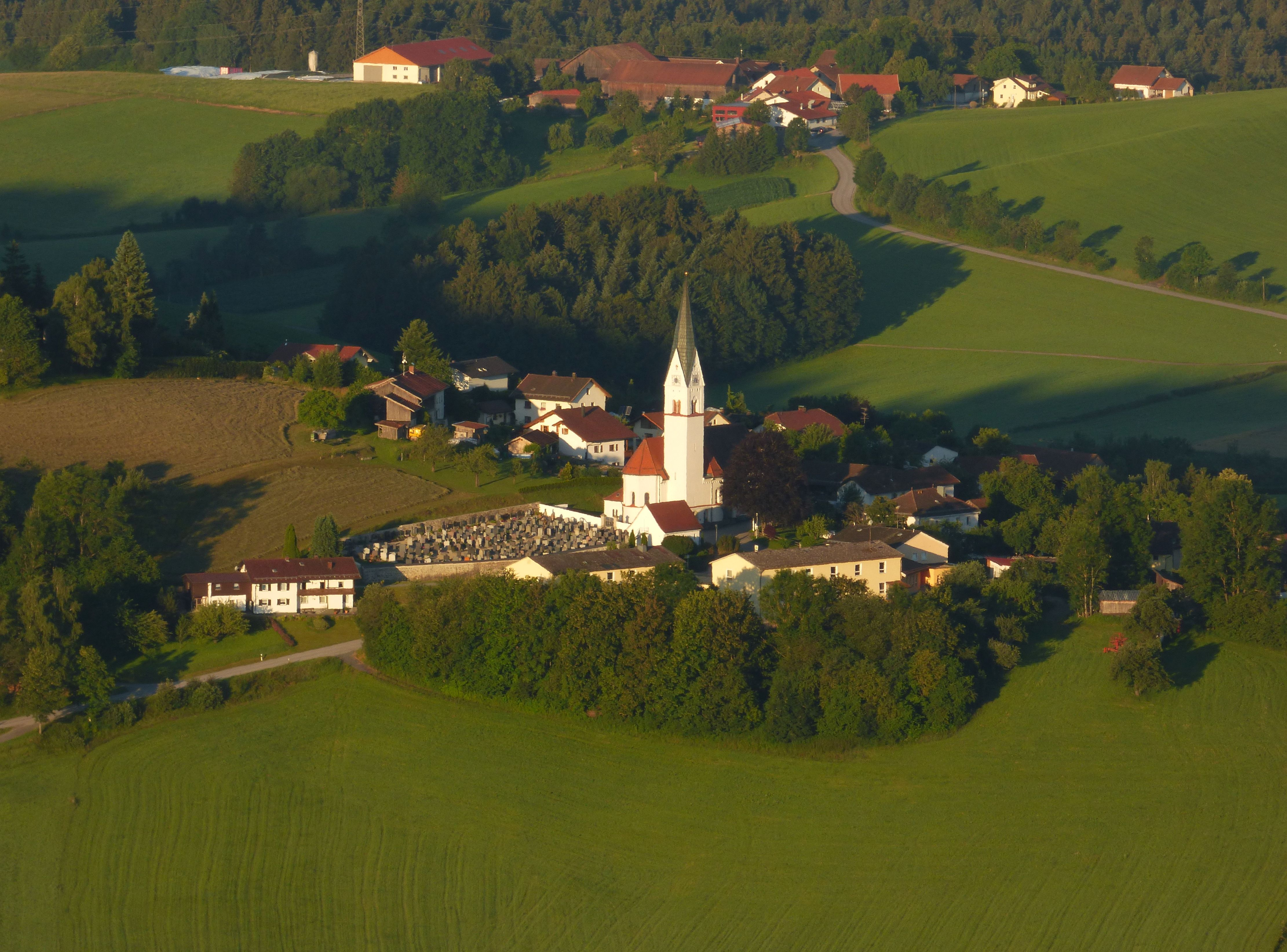
Die Pfarrkirche St. Josef vom Geyersberg gesehen.

Die Kirche St. Josef ist eine katholische Kirche im Ortsteil Kumreut des Marktes Röhrnbach im bayerischen Landkreis Freyung-Grafenau.

## Baubeschreibung und -geschichte
Nachdem sich der Wunsch der Kumreuter Einwohner erhärtete, ein eigenes Gotteshaus im Ort zu haben, erfolgte im Oktober 1900 ein erstes Gesuch, um die Kirche errichten zu können. Bereits 1887 war zu diesem Zweck im Dorf ein Kirchbauverein gegründet worden. Am 7. Dezember 1904 erging die Erlaubnis zum Bau.
Am 13. Juli des Folgejahres erfolgte die Grundsteinlegung. Als Baumeister hatte man den Münchner Josef Schott gewinnen können. Ein Jahr später war der in neuromanisch-gotischem Stil errichtete Kirchenbau fertig und mit dem Expositus Josef Breit traf der erste Kumreuter Seelsorger ein. Ein Jahr darauf war mit Alois Fisch der erste Kumreuter Pfarrer im Amt. Am 18. Dezember 1906 wurden die Kirchenglocken geweiht. Die feierliche Weihe der Kirche erfolgte am 15. Oktober 1910. Die Einweihung des unmittelbar an der Kirche gelegenen Friedhofes erfolgte im August 1913. Im Februar 1921 wurde Kumreut zur selbstständigen Pfarrei ernannt.
Zwei der drei Glocken mussten 1942 zu Kriegszwecken abgegeben werden, 1949 konnten zwei neue Glocken erworben werden.
Umfangreiche Renovierungsmaßnahmen erfuhr die Kirche in den Jahren 1954, 1967, 1974–1975 und 2000.

## Pfarrsprengel Kumreut
| 1906–1907         | Josef Breit      | Expositus |
| 1907–1911         | Alois Fisch      |           |
| 1911–1936         | Max Fenzel       |           |
| 1936–1949         | Johann Simeth    |           |
| 1949–1967         | Ludwig Eckl      |           |
| 1967–1996         | Walter Pelzel    |           |
| 1996–2002         | Max Rosenauer    |           |
| 2002–2006         | Martin Schreiner |           |
| seit 1. Okt. 2006 | Markus Krell     |           |

Zum Pfarrsprengel Kumreut gehören neben der Ortschaft Kumreut des Weiteren Klein- und Großwiesen, Harsdorf, Rappmannsberg, Lobenstein, Stelzerreut, Lanzesberg, Ödhof, Ödmühle, Auggenthal, Prombach, Reisersberg, Öden, Mundobl, Neureut, Feldscheid und Garham.
In Großwiesen befindet sich die 1817 erbaute Kapelle Maria Traum. Sie enthält volkstümliche Bilder und Figuren sowie ein von Joseph Weidinger geschnitztes Passionskreuz. Ursprünglich befand sich der Standort dieser Kapelle im sogenannten Kapellenholz, welcher einer Sage nach der Mutter Gottes als Rastplatz gedient haben soll. Die einstige Wallfahrtskapelle soll im 17. Jahrhundert entstanden sein. Heute befindet sich hier die aus dem Jahre 1989 stammende Waldkapelle Maria Traum, ein Nachfolgebau einer drei Jahre zuvor einem Brand zum Opfer gefallenen Kapelle aus dem Jahre 1906.
Weitere Kapellen im Pfarrsprengel sind die aus dem Jahre 1977 stammende Kapelle in Harsdorf, die Kapelle in Kleinwiesen (1984), in Neureut (1964/1965) in Prombach (1957), und in Reisersberg (1994).

## Denkmäler
Unmittelbar an der Kumreuter Kirche befindet sich ein Ehrenmal für die Opfer der beiden Weltkriege.

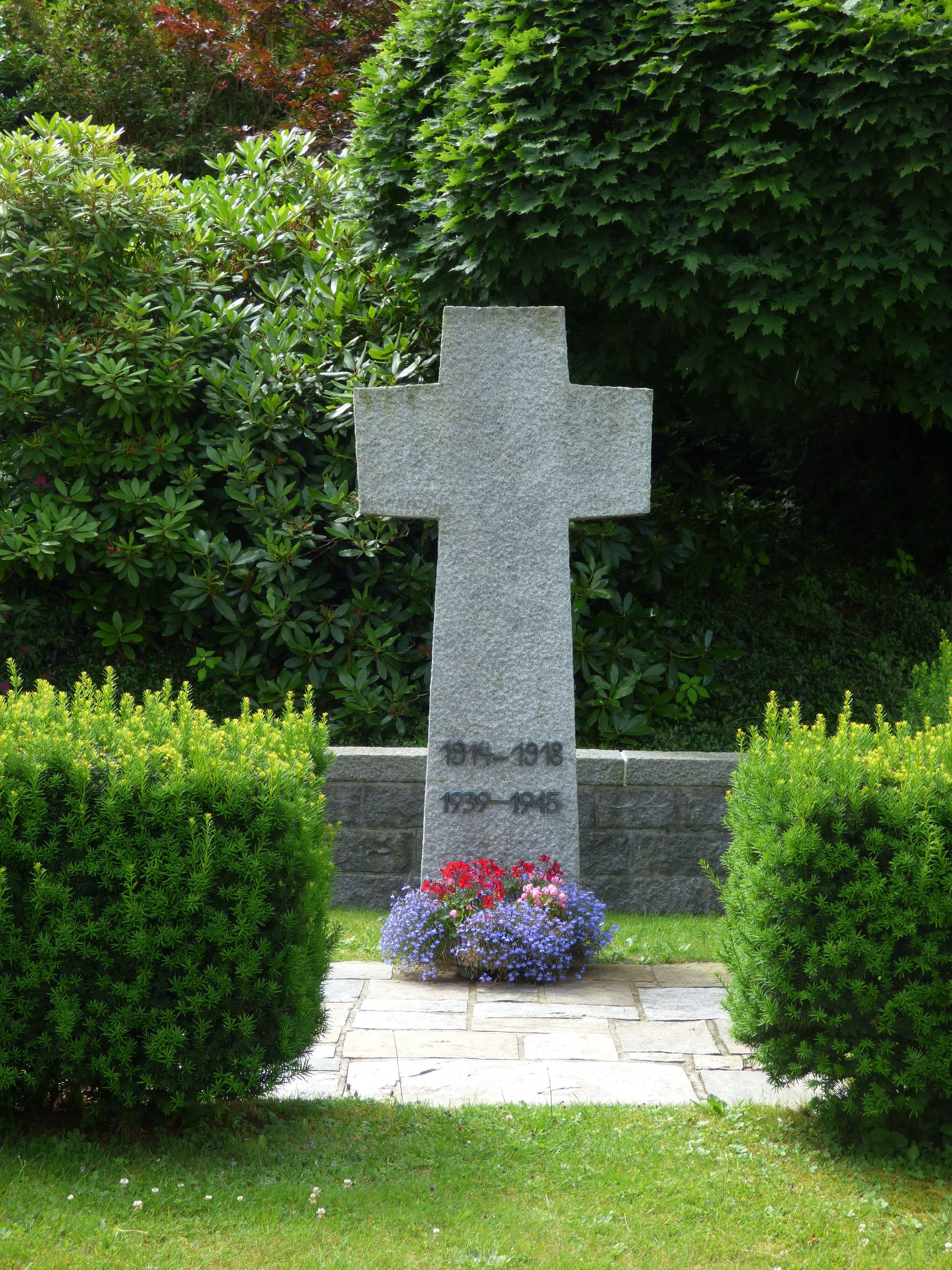
Ehrenmal für die Opfer der beiden Weltkriege
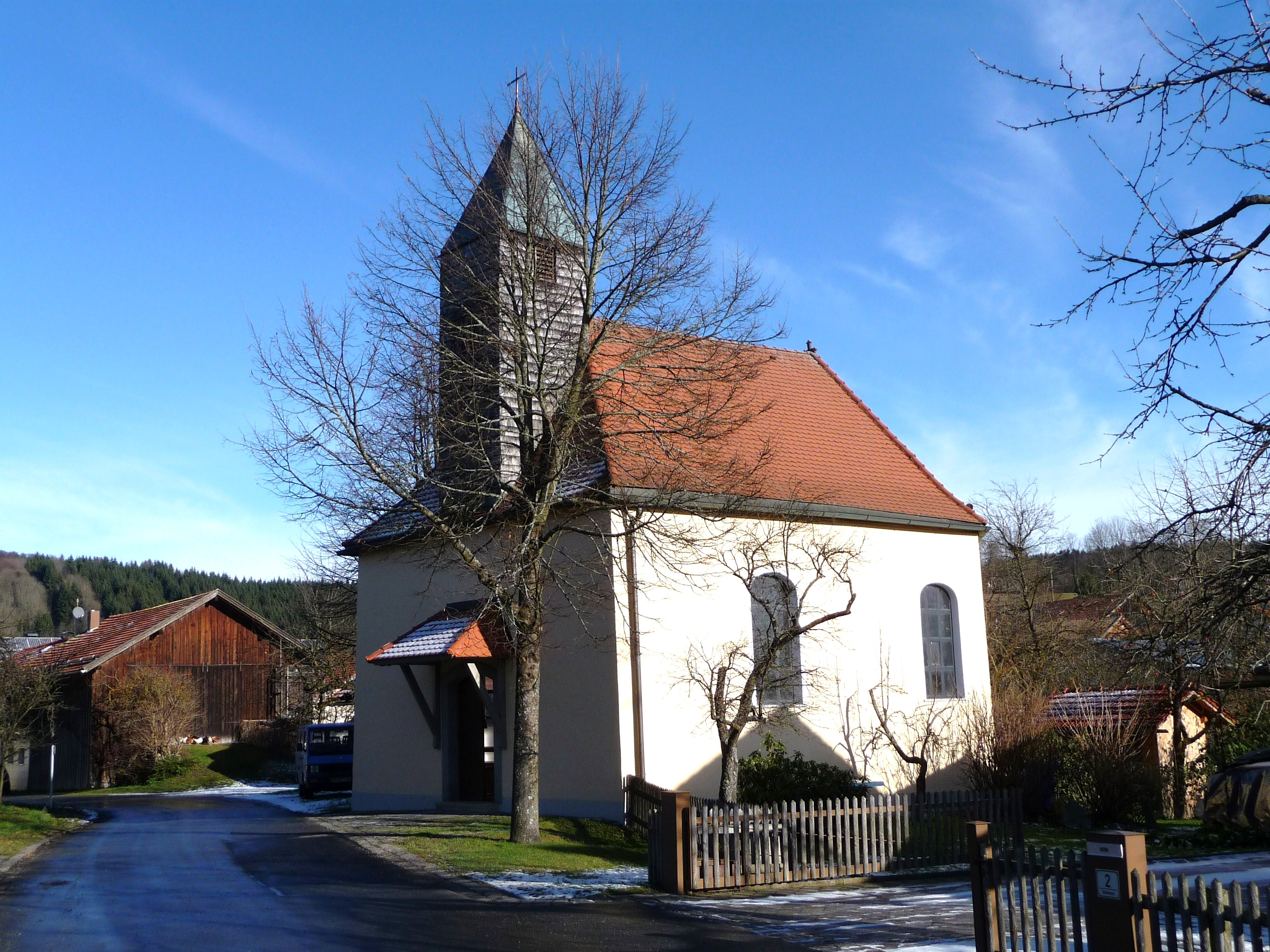
Kapelle Maria Traum in Großwiesen
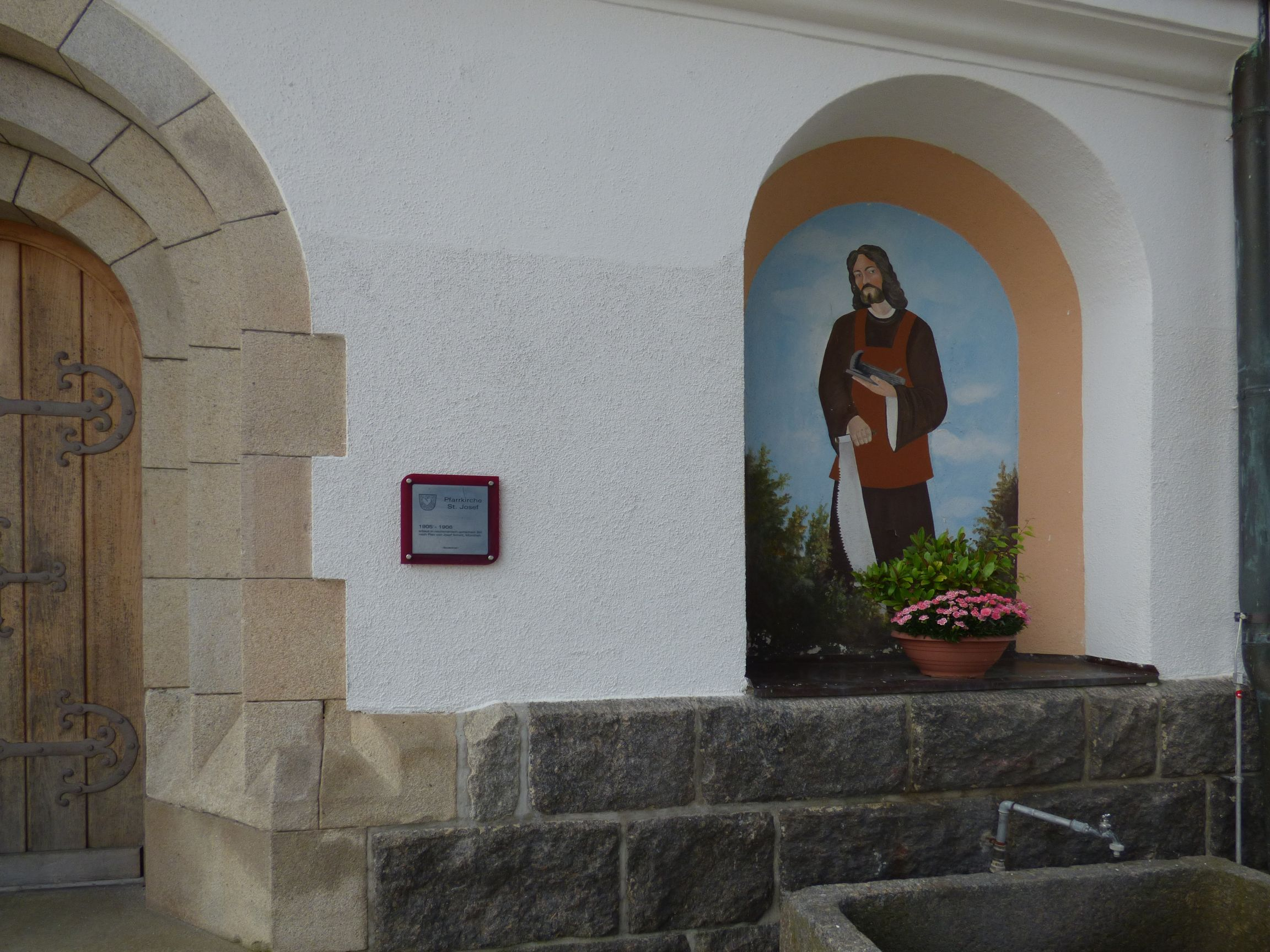
Nordseite der Kirche St. Josef
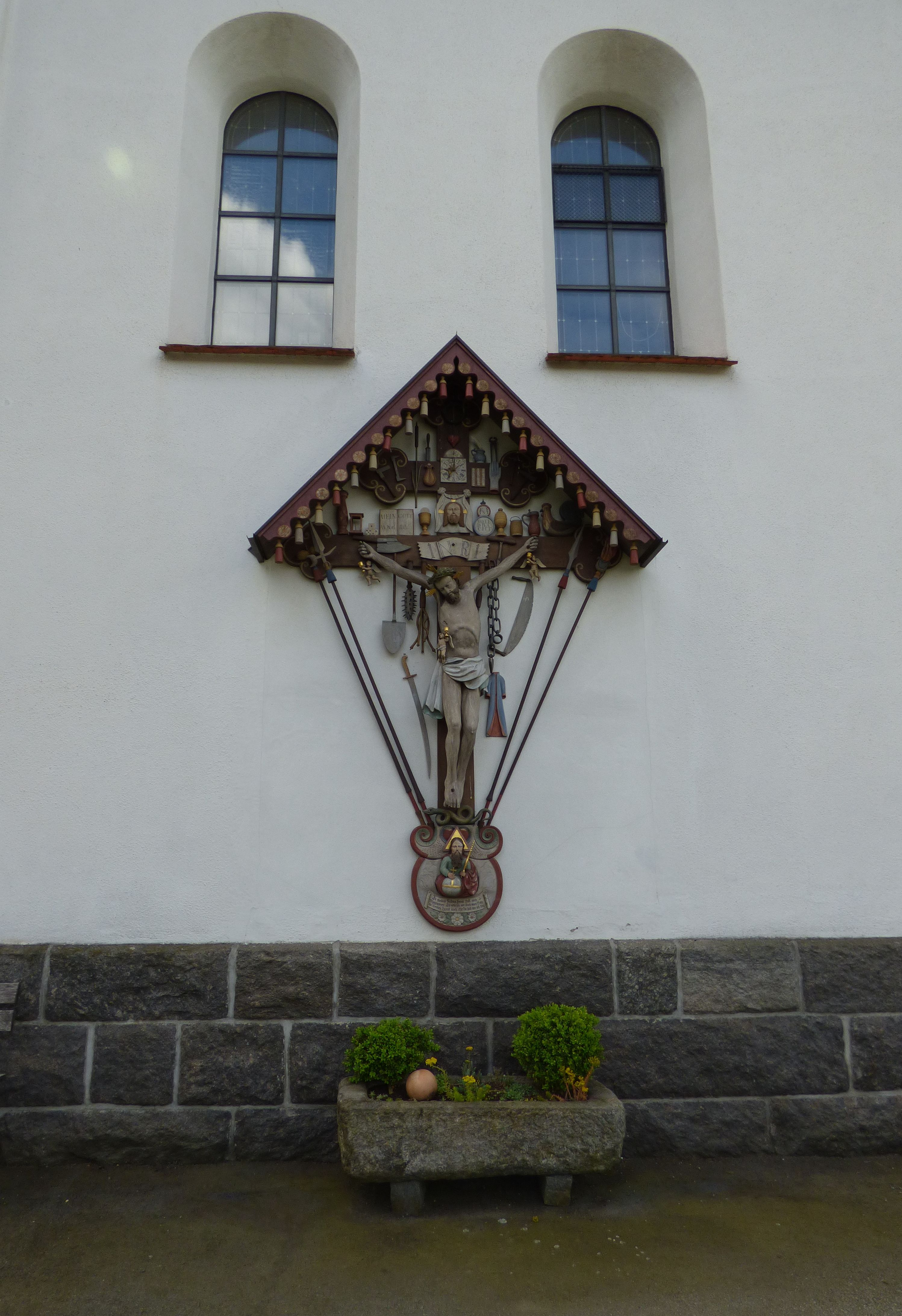
Kreuz an der Nordseite der Kirche St. Josef

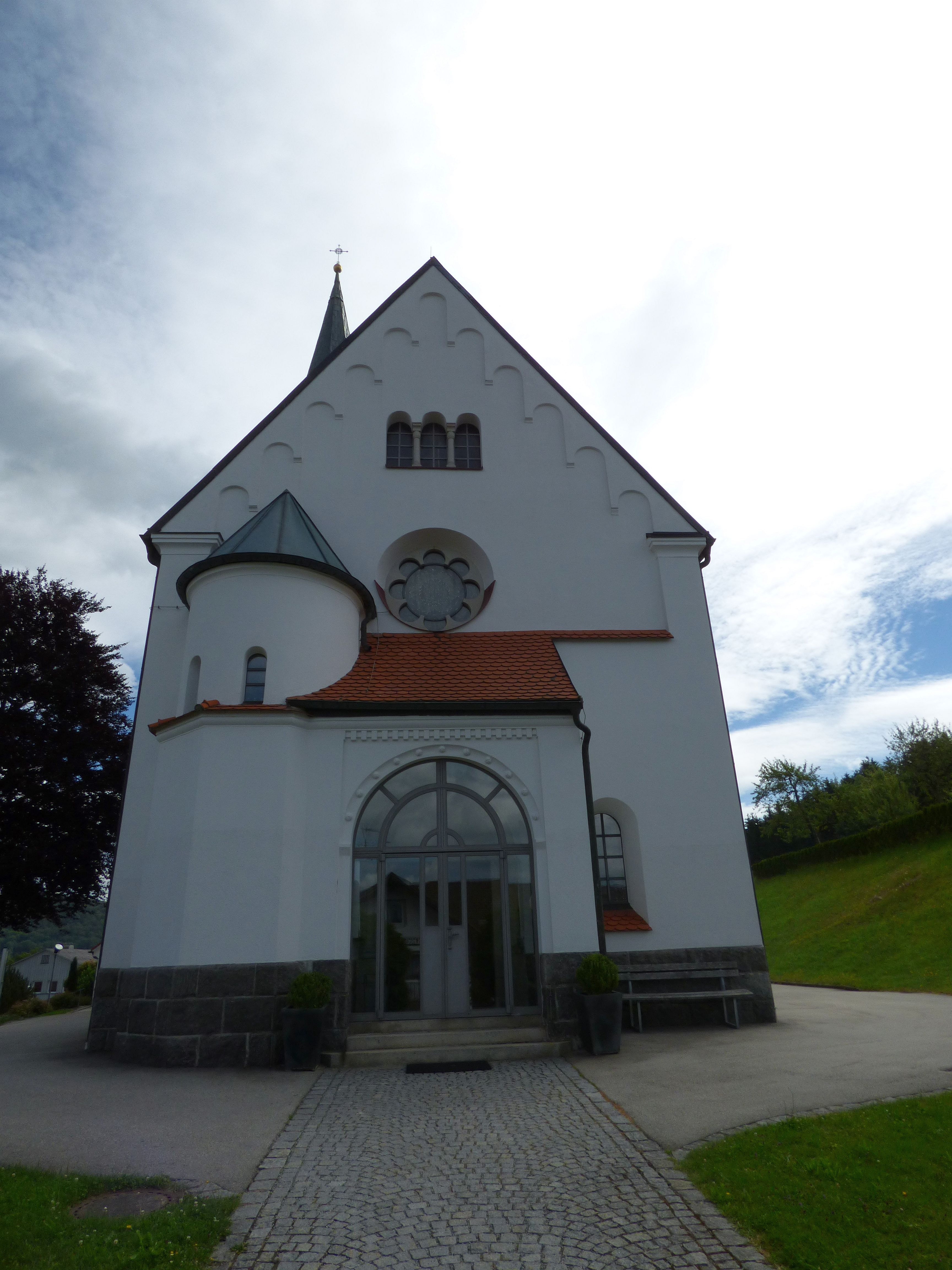
Westportal
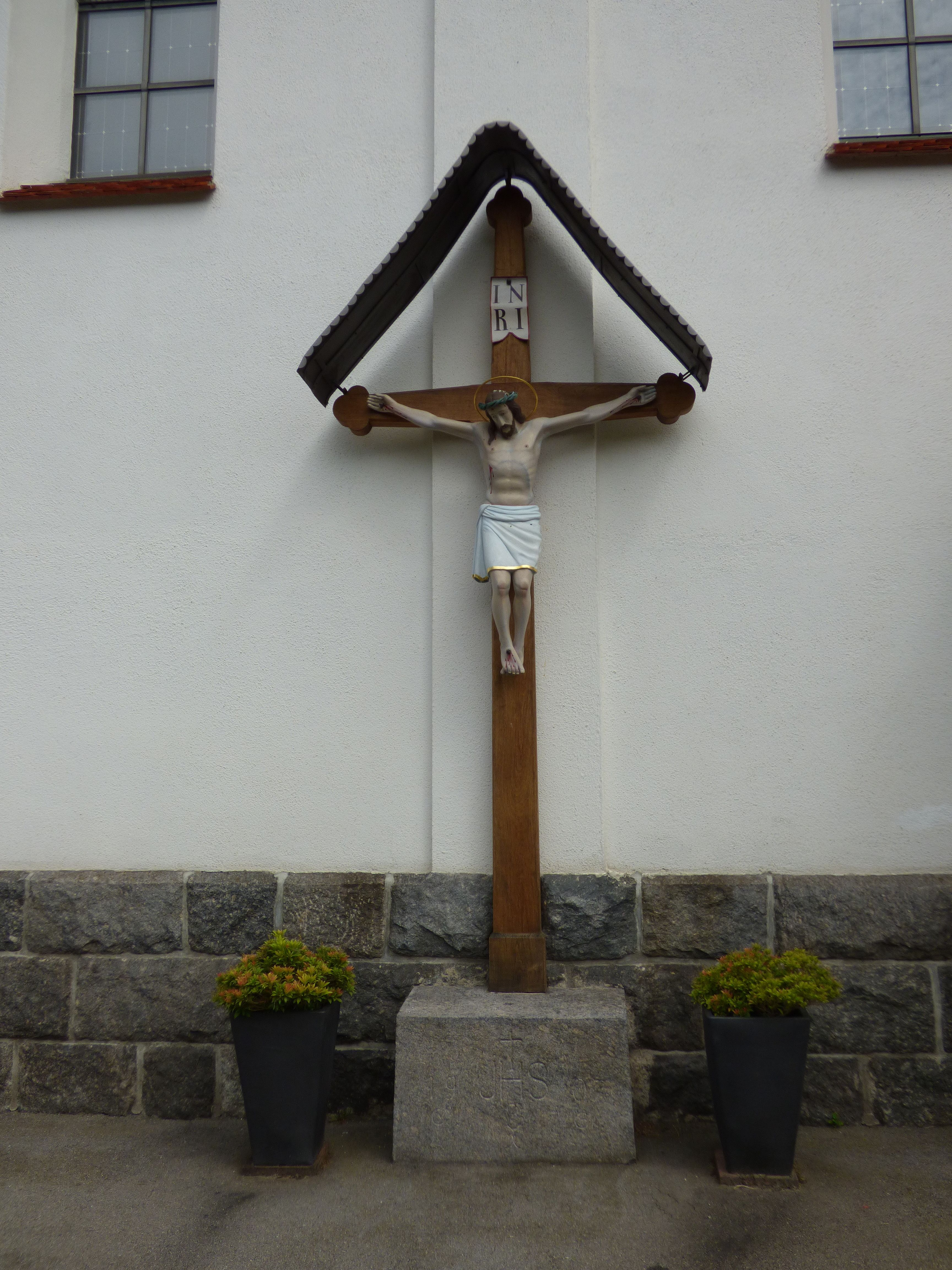
Kreuz an der Südseite
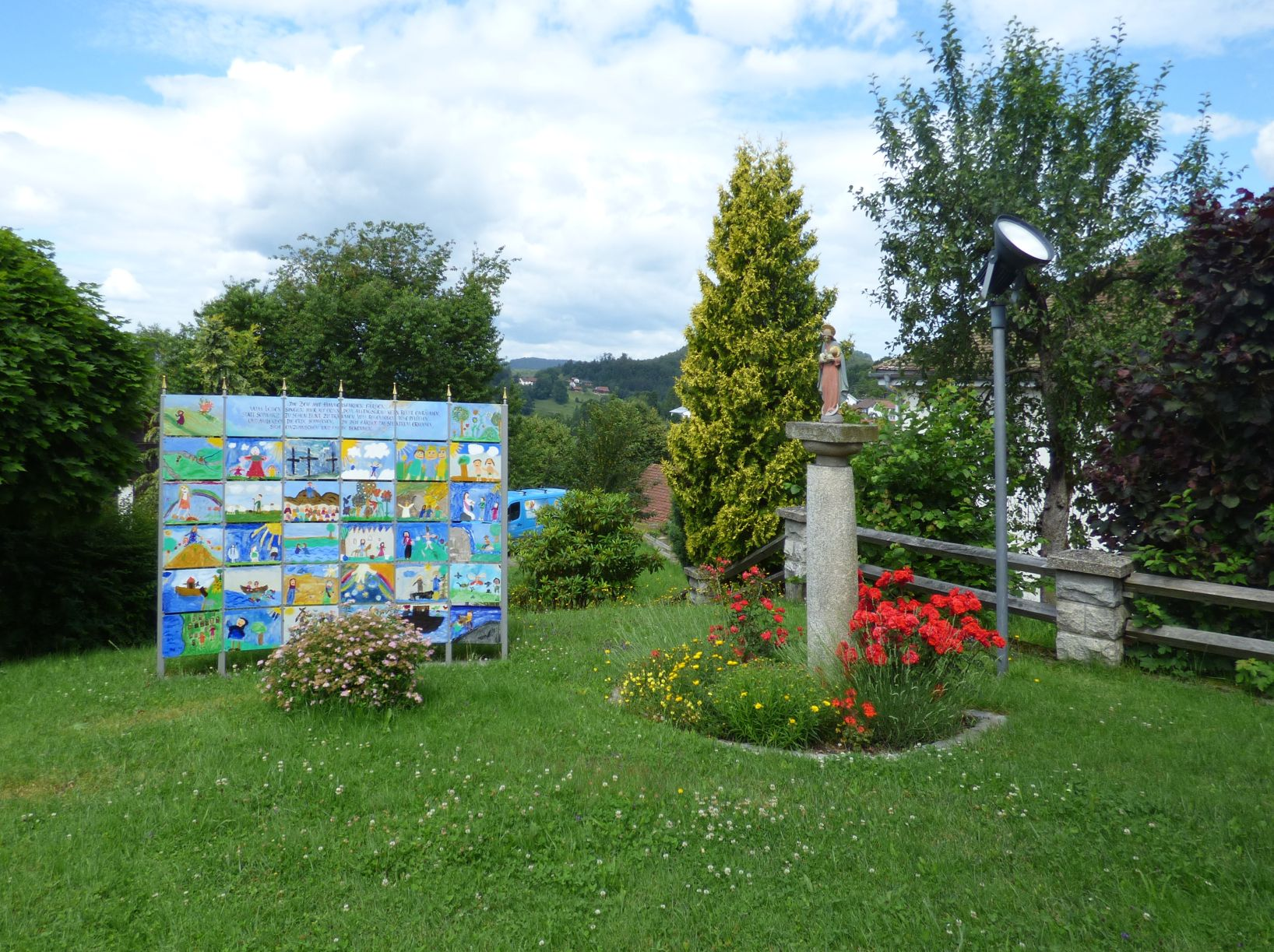
Schmuckplatz an der Westseite
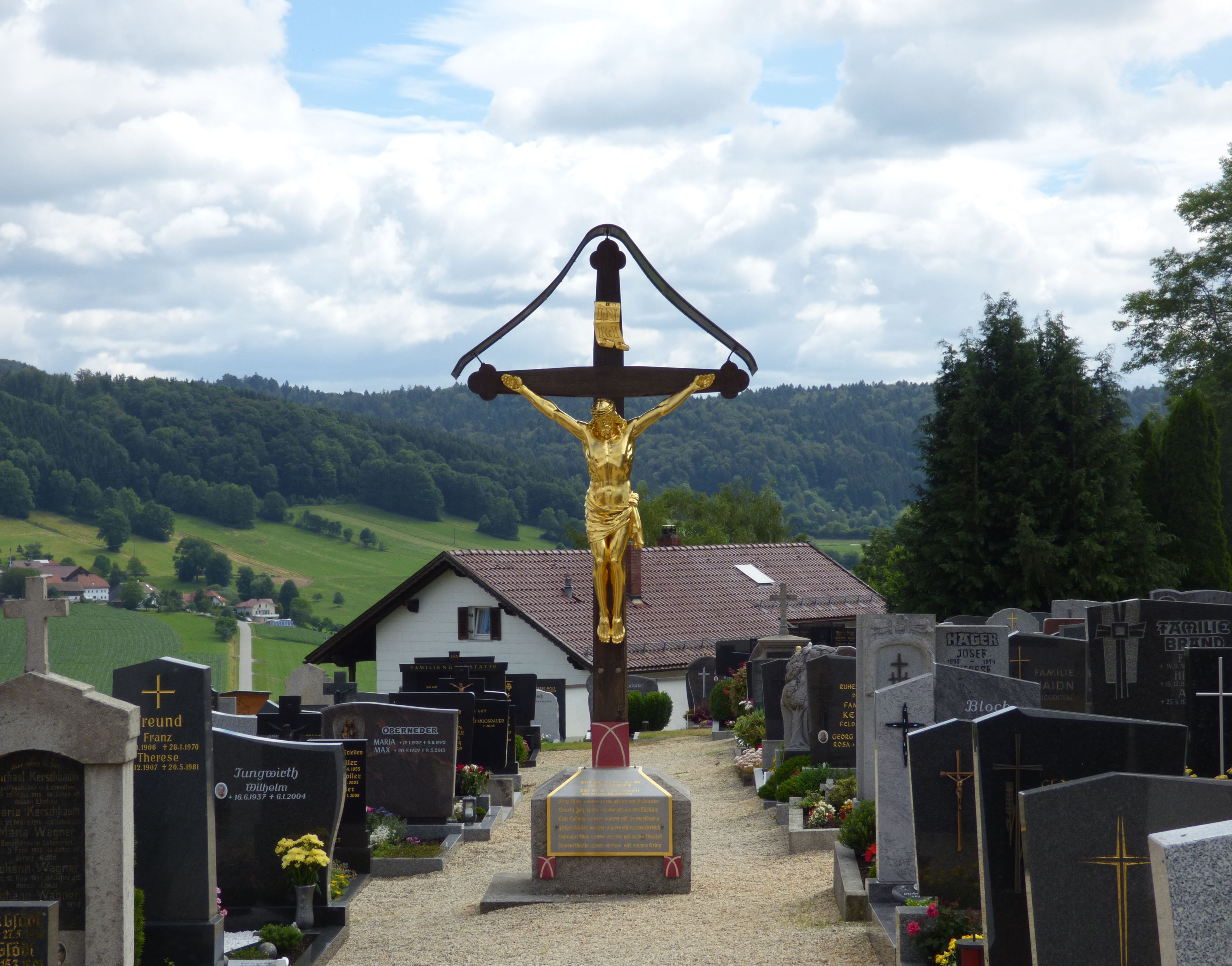
Friedhof